# Jacinthe Laguë
Jacinthe Laguë est une actrice québécoise originaire de Montréal.  Diplômée de l'École nationale de théâtre du Canada en 1999, elle joue dans plusieurs pièces du Théâtre du Nouveau Monde, dont L'Odyssée, L'Avare et Kean.
En 2003, elle est remarquée pour son rôle de Manon dans le film Elles étaient cinq, qui lui vaudra une nomination aux prix Jutra.
En 2008, elle fait une tournée de trois mois en France pour jouer dans la pièce Forêts de Wajdi Mouawad.

## Biographie
Née de parents francophones ayant vécu longtemps aux États-Unis, Jacinthe Laguë grandit dans le West Island, un milieu anglophone. Désirant mieux s'intégrer à la culture québécoise, elle apprend tranquillement le français, mais ne s'exprimera pas vraiment dans cette langue avant ses études à l'École nationale de théâtre.
Elle joue du piano et chante.

## Filmographie

### Cinéma
- 2002 : Home de Phyllis Katrapani où elle incarne Léa aux côtés de François Papineau
- 2003 : Elles étaient cinq de Ghyslaine Côté - Manon
- 2008 : Un été sans point ni coup sûr de Francis Leclerc - Mireille

### Télévision
- 2003 : L'Odyssée